# پارک جی-هیون (بازیکن بسکتبال)
پارک جی-هیون (انگلیسی: Park Ji-hyun؛ زادهٔ ۷ آوریل ۲۰۰۰) بازیکن بسکتبال زن اهل کره جنوبی است.
وی در مسابقات کشوری و بین‌المللی در مجموع برندهٔ ۱ مدال نقره، ۱ مدال برنز شده‌است.